# NGC 4574
NGC 4574 é uma galáxia espiral barrada (SBc) localizada na direcção da constelação de Centaurus. Possui uma declinação de -35° 31' 05" e uma ascensão recta de 12 horas, 37 minutos e 43,5 segundos.
A galáxia NGC 4574 foi descoberta em 20 de Abril de 1835 por John Herschel.